# Olivier l'aventurier
Olivier l'aventurier ou Les Aventures d'Ollivier au Québec (Olliver's Adventures) est une série télévisée d'animation canadienne en 39 épisodes de 22 minutes (ou 117 segments de 7 minutes) créée par Edward Kay, produite par Decode Entertainment et Collideascope, et diffusée entre le 3 septembre 2002 et le 20 mars 2005 sur Teletoon.
Au Québec, la série est diffusée à partir du 7 septembre 2002 sur Télétoon, et en France depuis le 5 mai 2003 sur Télétoon.

## Synopsis
Olivier est un petit garçon ayant des poupées. Mais lorsqu'il a besoin d'aide, il ne fait que dire leurs noms et deviennent des humains. Olivier a aussi des missions à accomplir avec ces personnages.

## Voix québécoises
- Johanne Garneau : Olivier
- Stéphane Rivard : Achille
- Hélène Lasnier : Tara
- Charles Préfontaine : Craig
- Daniel Lesourd : Pepe

 Source et légende : version québécoise (VQ) sur Doublage.qc.ca

## Épisodes

### Première saison (2002-2003)
1. La tempête de glace
2. Albertasaure
3. Il faut sauver subatlantis
4. Y a-t-il un pilote dans cet avion
5. Contes des mille et une peurs
6. Le vieil homme sur la colline
7. Ollivier des bois
8. Chérie, j'ai réduit pépé !
9. Les extraterrestres attaquent
10. Des visiteurs peu banals
11. Pépé clone !
12. L'astéroïde déculotté
13. Temps mort
14. La grande évasion
15. En voiture !
16. Panique celtique
17. Choco folies
18. Petit fouineur deviendra grand
19. Les vikings de l'espace
20. Ne perd pas le nord Ollivier
21. Voyage au cœur de la Terre
22. Hôpital Général Anormal
23. amais sans mes jouets
24. Tous pour un, un contre tous
25. Le Père Noël est en péril
26. La vie d'Alistair Véruqueux
27. Ollivier et le sapin géant
28. La guerre des raisins
29. Une dent contre Ollivier
30. La fiancée du loup-garou
31. En attendant maman
32. L'abominable homme des neiges
33. La leçon de piano
34. Qui est Théodore Malfaçon ?
35. Pépé Zilla
36. À la recherche du gâteau perdu
37. Orage de dents
38. Malappris qui croyait prendre
39. Pêcheurs, cétacés !

### Deuxième saison (2003)
1. Déluge en luge
2. Contre vents et marées
3. Des gamins et des balais
4. Surfons, la mer est belle
5. Un héros plus petit que nature
6. Fourberies et jongleries
7. Plein d'énergie
8. La poudre d'escampette
9. Le voyage fantastique
10. Et que ça saute !
11. La fourrière intergalactique
12. Les nouveaux copains
13. L'odyssée d'Ollivier